# Farman F.50
Farman F.50 byl dvoumotorový dvouplošný bombardér vzniklý ve Francii koncem první světové války. 

## Vznik a vývoj
Farman F.50 začal vznikat v odpověď na požadavek Francouzského armádního letectva (Aéronautique militaire) na dvoumístný noční bombardér (kategorie BN.2) schopný nést 500 kg pum na vzdálenost 1000 km vznesený koncem roku 1917. 
Jednalo se o konvenční dvouplošník převážně dřevěné konstrukce, s horním křídlem o poněkud větším rozpětí, a dvěma tažnými motory Lorraine-Dietrich 8B. Vnější části křídel měly mírné vzepětí. 
Trup byl čtverhranného průřezu, jeho přední část byla potažená překližkou a zadní plátnem. Pilot a bombometčík seděli v samostatných kokpitech umístěných před křídly. Dalším členem osádky byl pozorovatel/střelec který obsluhoval pohyblivé kulomety v předním anebo zadním střelišti, spojenými chodbičkou. Hlavní výzbroj stroje sestávala z osmi bomb ráže 200 mm a devíti ráže 120 mm (celkem až 400 kg) v pumovnici umístěné za pilotním kokpitem.
Typ  byl objednán v sérii, ačkoliv jeho ovládání vyžadovalo značné síly a stroj nedosahoval nosnosti svého konkurenta, Caudronu C.23, kterého ale překonával ve stoupavosti. Rovněž jeho letové vlastnosti byly relativně dobré na letoun jeho velikosti.

## Operační nasazení
Malé počty Farmanu F.50, zpočátku vybaveného motory Lorraine-Dietrich 8Bb o výkonu 240 hp, vstoupily do služby již 30. července 1918 a 2. srpna 1918 u letek VB 110 a VB 114, dosud vyzbrojených letouny Voisin. Od září 1918 začaly k jednotkám přicházet letouny definitivního provedení s motory Lorraine-Dietrich 8Bd o výkonu 275 hp, a od října byl typ užíván k nočním náletům proti nádražím a jiným komunikačním uzlům v týlu nepřítele. Dne 8. října 1918 se Groupe de bombardement 1 (Bombardovací skupina 1), sdružující letky F 110, F 114 a F 25 stala formací kompletně vybavenou typem Farman F.50. V době uzavření příměří disponovala celkem 45 kusy.
Farman F.50 byl vzdušnými silami armády Francie užíván ještě krátce po válce, než byl nahrazen modernějšími stroji. Několik exemplářů bylo zakoupeno a zkoušeno i ozbrojenými silami Argentiny, Japonska, USA a Španělska. Mexiko zakoupilo celkem 13 kusů, které byly nasazeny při potlačování vnitřních nepokojů.
Po skončení války byla část strojů přestavěna na civilní dopravní letouny označené F.50P a užívána několika francouzskými leteckými společnostmi.

## Varianty
F.50 Bn.2
Noční bombardér. Hlavní výrobní varianta.
F.50T
Prototyp torpédového bombardéru. Vyrobeny dva kusy.
F.50 DCA
Jeden prototyp zkoušený s určením pro účely spolupráce se silami protivzdušné obrany (francouzsky défense contre-avions) se zesílenou výzbrojí, s cílem vyhledávat letouny nepřítele ve vzduchu a signalizovat jejich pozici protiletadlovým bateriím.
F.50P
Poválečná přestavba na dopravní letoun pro čtyři až pět pasažérů v kabině za pilotním kokpitem. Přední střelecká pozice byla změněna na nákladový prostor a zadní na toalety.

## Uživatelé

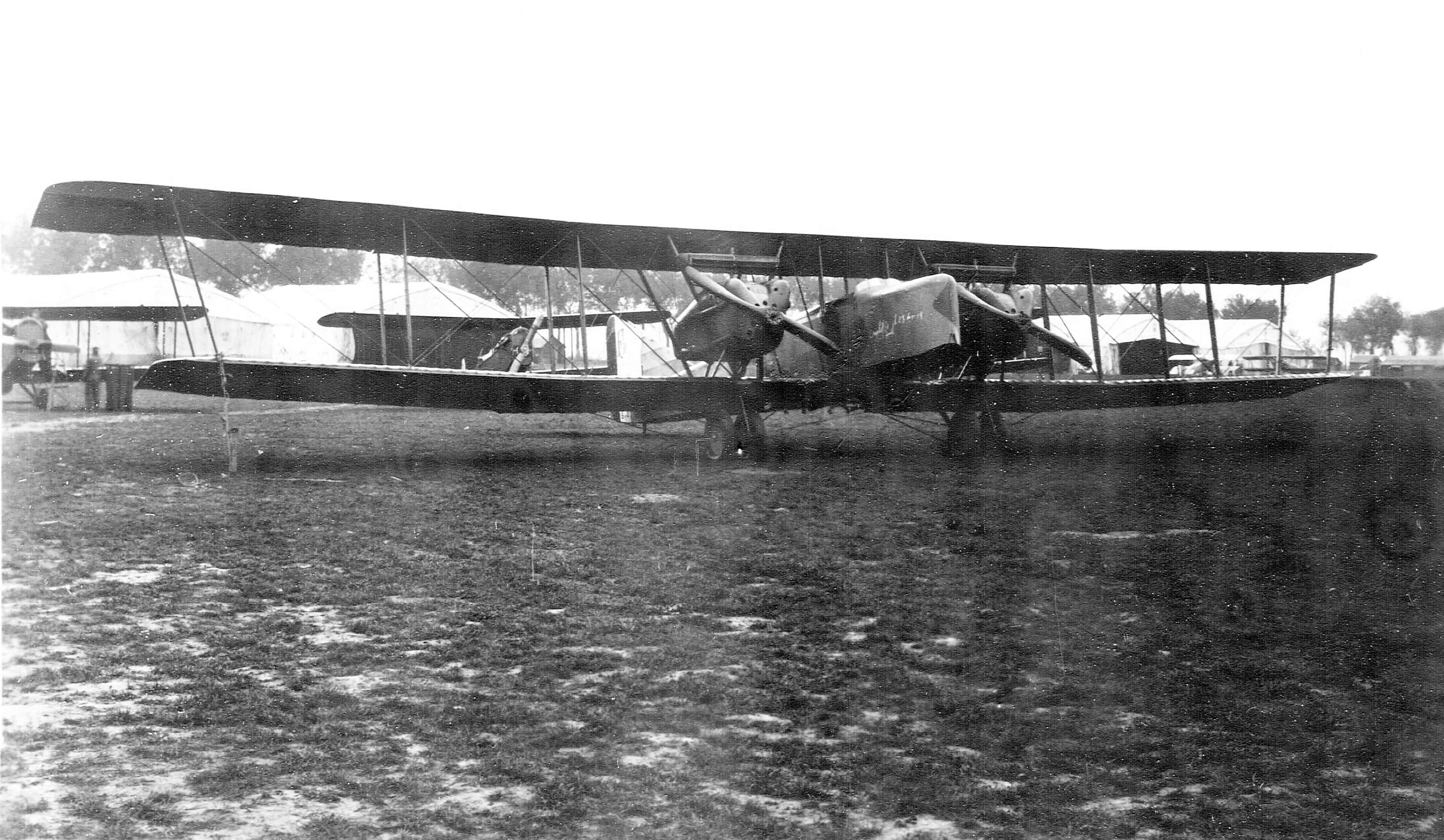
Jeden ze dvou Farmanů F.50 zkoušených Americkými expedičními silami ve Francii.

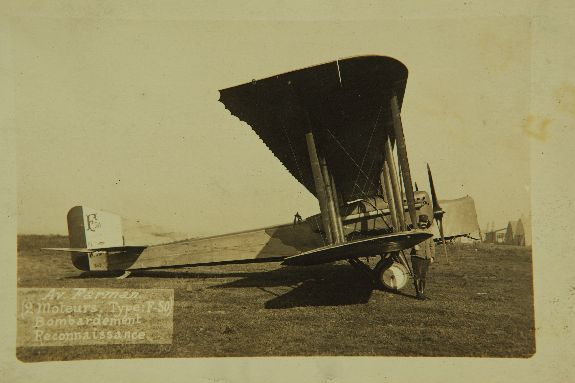
Farman F.50

### Vojenští
- Argentina
  - Argentinské letectvo
- Francie
  - Aéronautique militaire
- Japonsko
  - Japonské císařské armádní letectvo
- Mexiko
  - Mexické letectvo
- Spojené státy americké
  - USAS/American Expeditionary Forces
- Španělsko
  - Španělské letectvo

### Civilní
- Francie
  - Air Union
  - Compagnie des Grands Express Aériens
  - Compagnie Franco Balbaine
  - Lignes Farman

## Specifikace (F.50 Bn.2)
Údaje podle publikace French Aircraft of the First World War

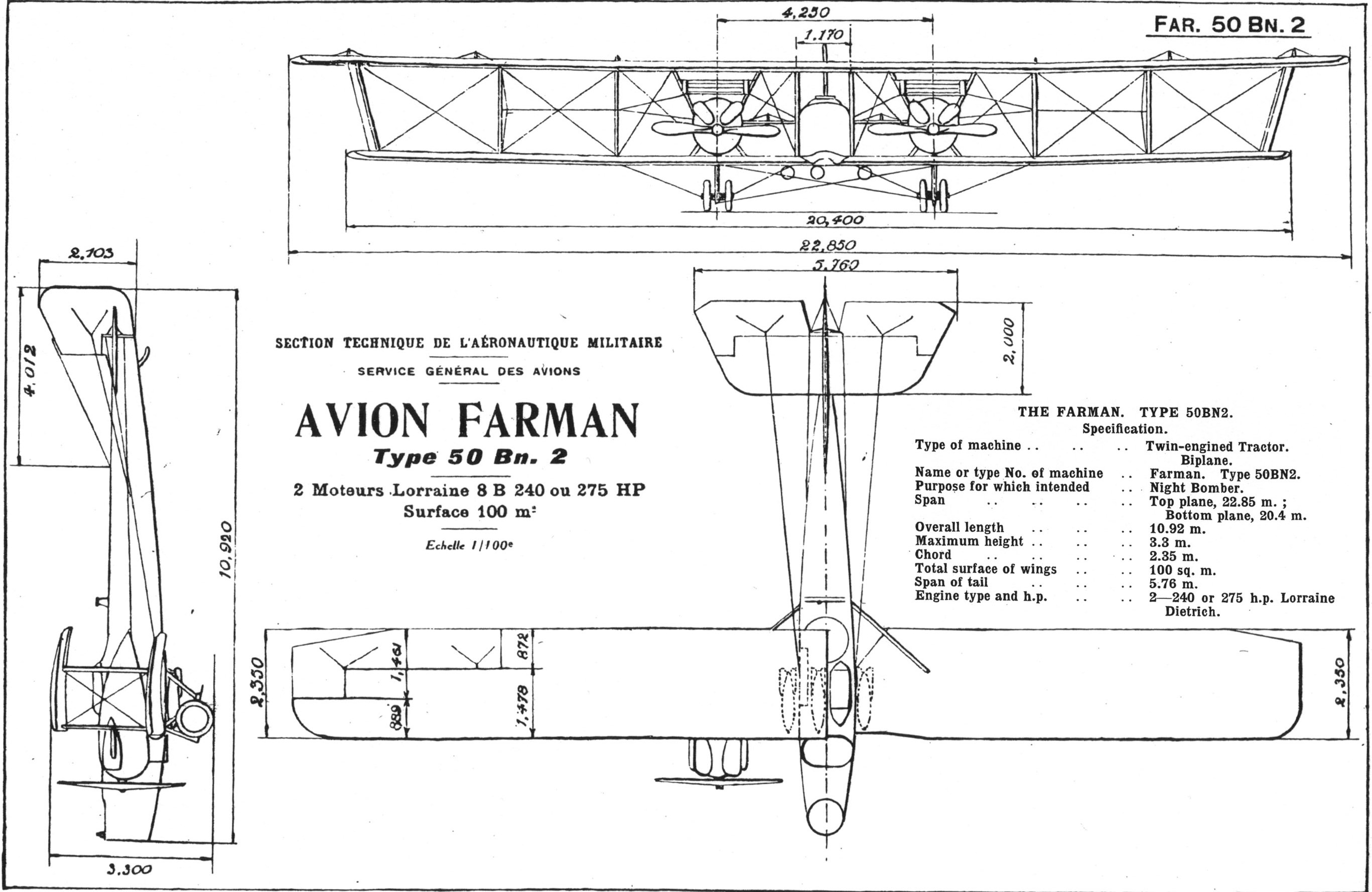
Třípohledový nákres Farmanu F.50 Bn.2

### Technické údaje
- Posádka: 3 (pilot, bombometčík a navigátor/střelec)
- Délka: 12,025 m
- Rozpětí: 22,85 m
- Výška: 3,30 m
- Nosná plocha: 97 m²
- Prázdná hmotnost: 1 815 kg
- Vzletová hmotnost: 3 100 kg
- Pohonná jednotka: 2 × osmiválcový vidlicový motor Lorraine 8Bd
- Výkon pohonné jednotky:  275 hp (205 kW)

### Výkony
- Maximální rychlost: 150 km/h ve výšce 1000 m
- Dolet: 420 km
- Dostup: 4 750 m
- Výstup do 2 000 m: 12 minut a 30 sekund

### Výzbroj
- 2 × pohyblivý kulomet
- 400 kg bomb